# Arcangelo Badolati
Arcangelo Badolati (Palmi, 29 maggio 1966) è un giornalista e scrittore italiano.

## Biografia
È caposervizio del quotidiano Gazzetta del Sud e studioso della 'ndrangheta. Badolati, laureato in Giurisprudenza, è autore del primo volume che ricostruisce organicamente i rapporti tra la 'ndrangheta e l'eversione nera— Ndrangheta eversiva— e del primo testo — I segreti dei boss — che racconta la storia della criminalità organizzata cosentina.
Sua la prima intervista rilasciata negli anni '90 da Concetta Managò, vedova del boss Franco Condello, quando decise di collaborare con la giustizia e, ancora, suo l'articolo che svelò all'Italia l'esistenza di un gruppo di commercianti e imprenditori che, nel 1992, rompendo il muro dell'omertà, decise di denunciare una consorteria di estorsori legata ai Facchineri di Cittanova.
Ha seguito le inchieste sulla centrale a carbone di Gioia Tauro, le indagini sulla massoneria deviata,  su Licio Gelli, sui rapporti tra la 'ndrangheta rosarnese e la politica, sulle faide di Palmi, Seminara, Taurianova, Laureana e Oppido Mamertina. Arcangelo Badolati ha firmato l'inchiesta giornalistica che ha messo in discussione le parole di un pentito di 'ndrangheta, Francesco Fonti, che aveva sostenuto la tesi, poi ribaltata, dell'affondamento di tre navi cariche di rifiuti radioattivi al largo delle coste calabresi e lucane. Sua l'inchiesta giornalistica che ha smascherato l'evaso lametino Salvatore Belvedere che, nel 1970, dopo aver fatto ritrovare il cadavere di uno sconosciuto si finse morto andandosene a vivere per trent'anni sotto falso nome in Corsica. Alle sue ricerche si deve pure la riapertura dell'inchiesta sullo stupro e l'uccisione, nel luglio del 1988, in Calabria, della studentessa di Rende, Roberta Lanzino.

## Riconoscimenti
Più volte premiato per la sua attività di scrittore e giornalista, Badolati ha vinto per la sezione Autori, nel 2008, il Cristo d'Argento del Premio internazionale Giovanni Losardo. Per il giornalismo d'inchiesta: Il premio "Gerbera gialla" 2011 dell'Associazione antimafia "Riferimenti";. Il premio "Iustitia-Rosario Livatino" 2014 dell'Università della Calabria; il Premio "Giancarlo Siani" 2016 dell'Osservatorio Falcone-Borsellino-Scopelliti; Il Premio "Peppino Impastato - Giuseppe Valarioti" 2017; il Premio "Gino Gullace per il giornalismo" 2017; il Premio "Anassilaos" 2018 per la Saggistica; il Premio "Luigi De Sena" per la Legalità 2023; il Premio Biesse (Bene sociale) per il Giornalismo 2023. 
Badolati è coordinatore del comitato scientifico dell'Osservatorio calabrese "Falcone-Borsellino".

## Opere
- I segreti dei boss, Klipper, Cosenza 2001
- Malandrini, Klipper, Cosenza 2002
- Omicidi nel Cosentino '98-2001, Centro editoriale universitario, Rende 2002
- Sette casi per sette delitti, Periferia, Cosenza 2003
- Il Mig delle bugie. Segreti di stato e verità nascoste, Pellegrini, Cosenza 2004
- Il Mammasantissima, Pellegrini, Cosenza 2006
- Crimini, Klipper, Cosenza 2007
- 'Ndrangheta eversiva, Klipper, Cosenza 2007
- I segreti dei boss - 2, Klipper, Cosenza 2008
- Faide, Klipper, Cosenza 2009
- Banditi e Schiave, Ndrine, albanesi e il codice Kanundi, Pellegrini, Cosenza 2009
- La Giustizia italiana raccontata ad un alieno, Rubbettino, Soveria Mannelli 2010
- Stragi, delitti, misteri, Pellegrini, Cosenza 2011
- Codice Rosso. Sanità tra sperperi, politica e 'ndrangheta, Pellegrini, Cosenza 2012
- Banditi e schiave. I Femminicidi, Pellegrini, Cosenza 2013
- Ouitalos. Leggende e miti dei marinai, Pellegrini, Cosenza 2014
- Mamma 'ndrangheta. La storia delle cosche cosentine dalla fantomatica Garduña alle stragi moderne, Pellegrini, 2014
- #iodamorenonmuoio, Pellegrini, Cosenza 2016
- Le 'ndranghetiste dell'Est. Profili internazionali della mafia calabrese, Pellegrini, 2017
- Santisti & 'ndrine. Narcos, massoni deviati e killer a contratto, Pellegrini, 2018
- Muori Cornuto. Giuseppe Zangara l'uomo che tentò di uccidere Roosevelt scritto con Peppino Mazzotta, Pellegrini, 2019
- La  Calabria delle Meraviglie, Pellegrini, Cosenza, 2021
- Figli traditori, Pellegrini, Cosenza. 2024